# 이경민 (프로게이머)
이경민(1992년 1월 15일 ~ )은 대한민국의 전직 스타크래프트, 스타크래프트 II 프로게이머, 프로게임단 코치이다. Horang2라는 아이디를 사용하며, 종족은 프로토스이다. 온게임넷 스파키즈를 거쳐 CJ 엔투스 소속으로 활동하였다.

## 개요
2008년 상반기 드래프트에서 온게임넷 스파키즈의 2차 지명으로 입단하였다.
2008 서바이버 토너먼트 시즌3 본선에서 자신의 조에 속해있던 이영호와 김준영을 연달아 꺾고 MSL 본선에 진출하여 이슈가 되기도 하였다. 특히 전략적인 플레이로 유명한데 그것으로 인해 4차원 토스라는 별명을 얻었다.
저그전 승률은 낮지만 물량전에 강한 면모를 보이며 특히 프로토스전에 강세를 보인다.
2010년 10월 하이트 스파키즈가 CJ 엔투스에 흡수 합병되면서 하이트 엔투스 소속이 되었다가 2011년 5월 네이밍 스폰서 계약기간이 만료되면서 다시 CJ 엔투스로 바뀌었다.
2012년 스타리그 듀얼 예선을 통과하면서 처음으로 스타리그 진출에 성공하였다.(EVER, 박카스의 경우는 스타리그 본선 예선에서 탈락) 하지만 송병구의 스타리그 100승 달성 대기록의 희생양이 되었고, 저그에게 전패해 3패로 조기탈락하였다.

원래 스타2에서도 프로토스로 플레이를 하였으나, 자신의 경기 성향과 맞지 않아서 테란으로 종족을 변경하였다.
2012년 12월 12일 갑작스럽게 은퇴했다. 은퇴 이유는 게임 적응 실패. 이듬해 3월에 입대했다.
과거 같은 스파키즈 소속이었다가, 팀이 해체되며 은퇴한 뒤 LoL로 전향했던 조재걸(현재 콩두 컴퍼니 크루)과는 친구 사이이다. 여담으로, 입대 직전에 나진 소드와 AZUBU Frost가 격돌한 LOL 챔피언스 윈터 결승전에 조재걸을 응원하기 위해 찾아갔었다. 참고로 조재걸은 결승 현장 인터뷰에서 이경민을 언급하기도 했다.
2015년 1월 9일 삼성 갤럭시의 리그 오브 레전드 종목 코치로 영입되었다가 2015년 12월 1일 계약 만료로 탈퇴했다.

## 주요 기록

### 전적
통산전적 (12.08.07 기준, 스타2 전적포함)
|             | 경기 | 승-패 | 승률  |
| ----------- | ---- | ----- | ----- |
| 대 테란     | 47   | 23–24 | 48.9% |
| 대 저그     | 43   | 20–23 | 46.5% |
| 대 프로토스 | 72   | 46–26 | 63.9% |
| 총합        | 162  | 89–73 | 54.9% |

### 개인리그
- 2008년 3월 2007 엘리트 학생복 스쿨리그 입상
- 2008년 6월 PGL 시즌3 그랜드파이널 8강
- 2009년 1월 로스트사가 MSL 2009 32강
- 2009년 6월 아발론 MSL 2009 32강
- 2009년 11월 EVER 스타리그 2009 36강
- 2010년 10월 박카스 스타리그 2010 36강
- 2011년 4월 ABC마트 MSL 2011 16강
- 2012년 Tving 스타리그 2012 16강